# Baia di Teplitz
La baia di Teplitz (in russo бухта Теплиц?, buchta Teplic) è un'insenatura sulla costa occidentale dell'isola del Principe Rodolfo, la più settentrionale delle isole della Terra di Francesco Giuseppe. Amministrativamente appartiene all'oblast' di Arcangelo (Russia).
Fu scoperta e denominata nel 1874 da Julius von Payer durante la spedizione polare austro-ungarica in onore della città austriaca (ora ceca) di Teplice, nei pressi della quale era nato, nel villaggio di Schönau. In precedenza sulle mappe era indicata come Teplitc (Теплитц).

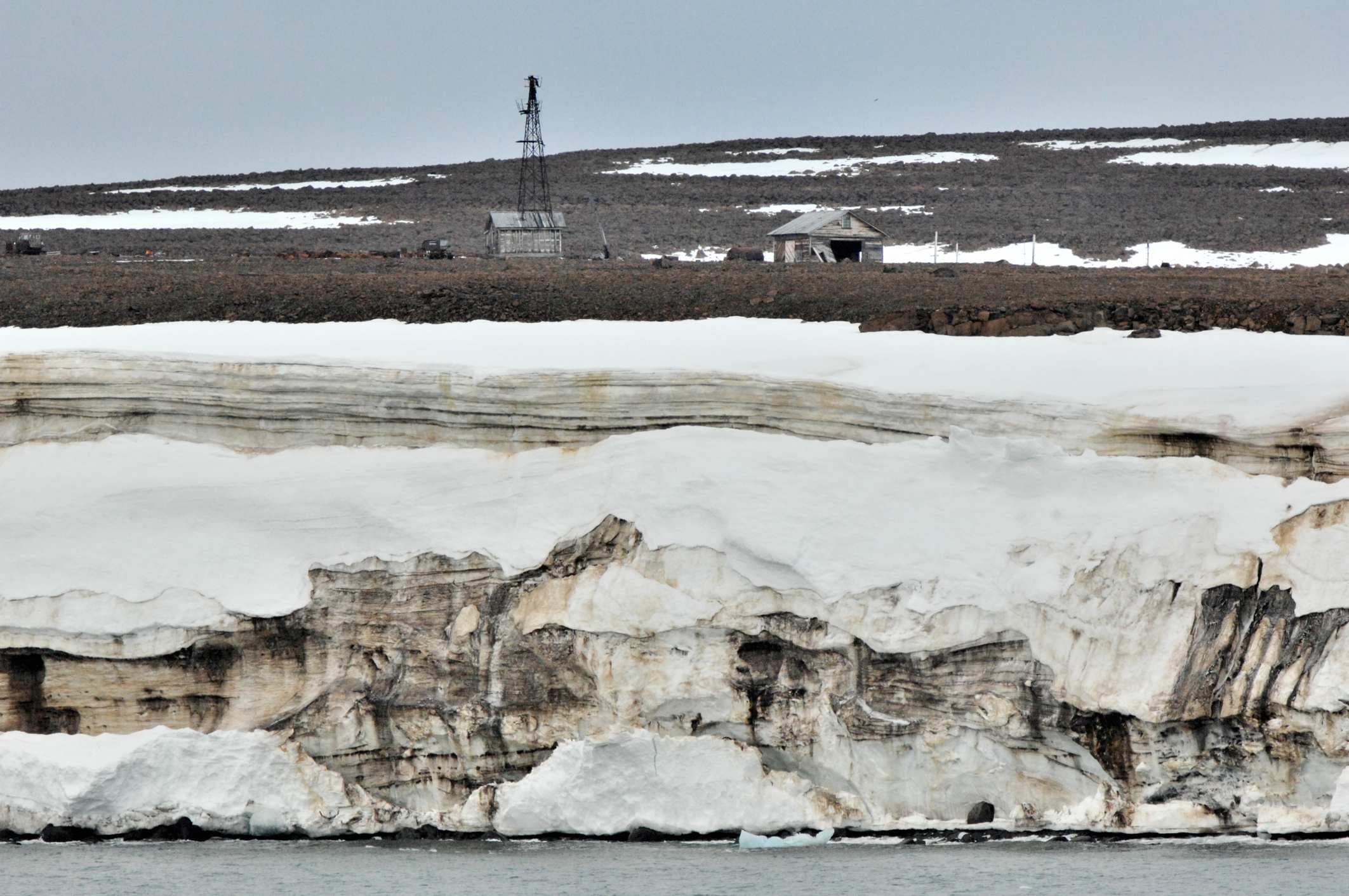
La costa della baia di Teplitz

## Descrizione
Teplitz è l'unica baia riparata dell'isola adatta all'ingresso delle navi. Sulla sponda settentrionale della baia, a capo Stolbovoj, si trova la stazione polare inattiva «Isola Rudolf». Poco a nord-est di capo Stolbovoj si trova capo Germania. A sud della baia ci sono capo Auk e capo Brorok. Le profondità all'uscita dalla baia raggiungono i 46-48 metri.

## Storia
Durante la spedizione del 1899-1900 a bordo della goletta Stella Polare, il principe Luigi Amedeo di Savoia-Aosta stabilì nella baia una base di svernamento.
Il 21 dicembre 1903, durante la spedizione polare di Anthony Fiala, lo yacht America fu schiacciato nella baia a causa della compressione del ghiaccio e presto affondò. L'equipaggio e i membri della spedizione, 39 persone in totale, si misero in salvo sul ghiaccio.